# Окрепилов, Владимир Валентинович
Влади́мир Валенти́нович Окрепи́лов (род. 23 февраля 1944, Ленинград) — российский экономист, доктор экономических наук, профессор, действительный член Российской академии наук (2011). Лауреат Государственной премии Российской Федерации в области науки и техники (1997). Почётный гражданин Санкт-Петербурга.
Генеральный директор Федерального бюджетного учреждения «Государственный региональный центр стандартизации, метрологии и испытаний в г. Санкт-Петербурге и Ленинградской области» (ФБУ «Тест-С.-Петербург»). Брат актёра Игоря Окрепилова.

## Трудовая деятельность
- Окончил Ленинградский механический институт по специальности «механическое оборудование автоматических установок», 1970 г.
- С 1965 года работал на Ленинградском заводе радиотехнического оборудования Архивная копия от 11 октября 2016 на Wayback Machine слесарем, техником, инженером-технологом, старшим инженером-конструктором.
- С 1970 по 1979 год находился на общественной работе.
- С 1979 года — главный инженер научно-производственного объединения «ВНИИМ имени Д. И. Менделеева».
- С 1986 года — директор Ленинградского центра стандартизации и метрологии Госстандарта СССР. Защитил кандидатскую диссертацию «Управление качеством продукции в крупном промышленном центре (в условиях реализации программы „Интенсификация-90“)».
- С 1990 по 1992 год — генеральный директор Союзного центра испытаний продукции — Ленинград (Союзтест — Ленинград) Госстандарта СССР.
- 1992 год — генеральный директор Российского центра испытаний и сертификации — С.- Петербург (Ростест-С.-Петербург). Защитил докторскую диссертацию «Организационные методы управления качеством в условиях рыночной экономики».
- С 1992 по 2001 год — генеральный директор Центра испытаний и сертификации — С.- Петербург (Тест-С.-Петербург) Госстандарта России. 26 мая 2000 года избран членом-корреспондентом РАН по Отделению общественных наук.
- С 2001 по 2011 год — генеральный директор федерального государственного учреждения «Центра испытаний и сертификации — С.- Петербург» (ФГУ «Тест-С.-Петербург») Росстандарта России.
- С 2011 по 2017 год — генеральный директор федерального бюджетного учреждения «Государственный региональный центр стандартизации, метрологии и испытаний в г. Санкт-Петербурге и Ленинградской области» (ФБУ «Тест-С.-Петербург») Архивная копия от 25 августа 2016 на Wayback Machine Росстандарта России. 22 декабря 2011 года избран академиком РАН.

## Участие в научных советах, комитетах, комиссиях, редколлегиях и пр
- Член Президиума РАН (2002—2013 гг.), заместитель председателя Санкт-Петербургского научного центра РАН (2001—2013 гг.).
- Член Бюро Отделения общественных наук РАН[6] (с 2013 г.), член Секции экономики Отделения общественных наук РАН[7] (с 2000 г.).
- Председатель Северо-Западной секции содействия развитию экономической науки ООН РАН (с 1998 г.), заместитель председателя Межведомственного Северо-Западного координационного совета при РАН по фундаментальным и прикладным исследованиям (с 2007 г.), заместитель председателя Научного совета РАН по проблеме «Метрологическое обеспечение и стандартизация» (с 2007 г.).
- Член Координационного совета РАН по взаимодействию со странами СНГ[8] (с 2009 г.); Координационного совета РАН по прогнозированию[9] (с 2009 г.); Совета РАН по координации деятельности региональных отделений и региональных научных центров РАН[10] (с 2010 г.); Научного совета РАН по комплексным проблемам евразийской экономической интеграции, модернизации, конкурентоспособности и устойчивому развитию[11] (с 2012 г.).
- Член Российского Пагуошского комитета Архивная копия от 15 августа 2016 на Wayback Machine (с 2014 г.).
- Руководитель Центра региональных проблем экономики качества Института проблем региональной экономики РАН[12](с 2009 г.).
- Эксперт РАН[13], эксперт Экспертного совета при Правительстве РФ[14], включен в Федеральный реестр экспертов научно-технической сферы[15] (ФГБНУ НИИ РИНКЦЭ), эксперт Экспертного сообщества «Аналитического центра при Правительстве РФ».
- Главный редактор журнала «Экономика Северо-Запада: проблемы и перспективы развития Архивная копия от 13 сентября 2016 на Wayback Machine»[16]; главный редактор электронного журнала «Экономика качества»[17]; член редколлегий журналов «Экономика и управление»[18], «Стандарты и качество»[19], «Методы оценки соответствия»; член редакционного совета журналов «Научно-технические ведомости СПбГПУ»[20], «Измерительная техника»[21], член Наблюдательного совета Российской Биографической Энциклопедии «Гуманистика» (глав.ред. проф. А. И. Мелуа) и «Документы жизни и деятельности семьи Нобель» (с 2009 г.) .

## Академические и государственные награды, премии, почетные звания, награды зарубежных стран
- Лауреат Премии РАН за лучшие работы по популяризации науки 2009 года (2010 г.)[22].
- Награждён Благодарностями председателя Санкт-Петербургского научного центра РАН (2004, 2009 гг.), Почетными грамотами Санкт-Петербургского научного центра РАН (2008, 2009 гг.), Благодарностью Учреждения Российской академии наук СПбНЦ РАН (2010 г.).
- Награждён орденами «За заслуги перед Отечеством» III (2024 г.)[23] и IV степеней (1999 г.), Почёта (2009 г.), Дружбы[24] (2016 г.), Дружбы народов[25] (1988 г.); медалями «Двадцать лет победы в Великой Отечественной войне 1941—1945 гг.»[26](1965 г.), «За доблестный труд. В ознаменование 100-летия со дня рождения Владимира Ильича Ленина» (1970 г.)[27], «В память 300-летия Санкт-Петербурга»[28](2003 г.); нагрудными знаками «За заслуги в стандартизации» (1985 г.), «За заслуги в области стандартизации и качества» имени В. В. Бойцова Министерства промышленности и торговли Российской Федерации[29](2013 г.); Почетной медалью имени И. А. ИЛЬИНА «За движение к качеству и его культуре» (2010 г.); Орденом им. Ю. А. Гагарина[30](2015 г.), медалями им. С. П. Королева (2007 г.) и им. К. Э. Циолковского (2014 г.) «За заслуги перед космонавтикой» Федерации космонавтики России[31].
- Заслуженный деятель науки и техники Российской Федерации (1994)[32](1994 г.), Почетный работник науки и техники Российской Федерации (2010 г.)[33].
- Почетный гражданин Санкт-Петербурга[4] (2016 г.). Награждён Почетным знаком «За заслуги перед Санкт-Петербургом»[34] (2013 г.), Знаком отличия «За заслуги перед Санкт-Петербургом»[35](2010 г.), Знаком «Почетный гражданин Адмиралтейского района Санкт-Петербурга» (2014 г.)[36].
- Лауреат Государственной премии Российской Федерации в области науки и техники за создание и внедрение в производство унифицированного ряда базовых колесных машин для дорожного строительства[37](1997 г.), Премии Президента Российской Федерации в области образования[38](2002 г.), Премии Правительства Российской Федерации в области образования[39](2008 г.), Премии Правительства Российской Федерации в области науки и техники[40](2014 г.), Премии Правительства Санкт-Петербурга в области образования (2007[41], 2014 гг.[42]), Премии Правительства Санкт-Петербурга и Санкт-Петербургского научного центра РАН за выдающиеся научные результаты в области общественных наук имени В. В. Новожилова (2010 г.).
- Награждён Орденом Св. равноапостольного князя Владимира III степени[43](2005 г.), Орденами Св. Благоверного князя Даниила Московского II степени[44] (2009 г.) и III степени (2001 г.), Орденом Св. преподобного Серафима Саровского III степени, Орденом преподобного Сергия Радонежского II степени[45] (2014 г.), серебряной медалью Св. Первоверховного апостола Петра (2003 г.)[46].

## Членство в международных организациях, обществах, академиях и др
- Член Королевского института обеспечения качества CQI[47], Лондон (Великобритания) — с 2009 г.
- Академик Международной академии качества[48], Милуоки (США) — с 2013 г.
- Представитель РФ в Европейской организации по качеству[49](EOQ), Брюссель (Бельгия) — с 1988 г., Международной организации законодательной метрологии (МОЗМ), Париж (Франция) — с 1993 г., Европейском фонде управления качеством (EFQM)[50], Брюссель (Бельгия) — с 1996 г., Международной организации по системам менеджмента качества (IQNet), Берн (Швейцария) — с 2002 г.
- Председатель Межгосударственного технического комитета «Устойчивое развитие административно-территориальных образований»[51] (с 2016 г.), председатель российского Технического комитета 115 «Устойчивое развитие административно-территориальных образований»[52](с 2013 г.).
- Действительный член Гильдии профессионалов качества СНГ[53](с 1998 г.).
- Президент Метрологической академии РФ (с 2013 г.)[54].
- Один из основателей Академии проблем качества России и президент Санкт-Петербургского отделения Академии проблем качества (с 1994 г.)[55].
- Действительный член Академии электротехнических наук РФ[56](с 1995 г.), Международной академии наук Экологии Безопасности человека и природы[57], (с 1996 г.), Академии экономических наук Украины[58](с 1997 г.), Международной академии регионального развития и сотрудничества[59] (с 2001 г.).
- Член Общественной палаты РФ (2014 г.)[60], член Общественной палаты Санкт-Петербурга Архивная копия от 13 августа 2016 на Wayback Machine[61] (с 2008 г.), председатель Общественного совета при Комитете по промышленной политике и инновациям Санкт-Петербурга[62] (с 2015 г.), член Общественного совета при Комитете по государственному заказу Санкт-Петербурга (недоступная ссылка) (с 2015 г.), председатель Общественного совета Адмиралтейского района Санкт-Петербурга Архивная копия от 13 сентября 2016 на Wayback Machine (с 2004 г.).
- Сопредседатель Экономического совета при Губернаторе Санкт-Петербурга[63] (с 2013 г.), член Президиума Научно-технического совета при Правительстве Санкт-Петербурга Архивная копия от 24 сентября 2016 на Wayback Machine (с 2000 г.), председатель Экспертного совета Фонда развития промышленности Санкт-Петербурга (с 2016 г.), председатель Экспертного совета при Комиссии по противодействию незаконному обороту промышленной продукции в Санкт-Петербурге (с 2015 г.), член Президиума Союза промышленников и предпринимателей (работодателей) Санкт-Петербурга (с 1999 г.).
- Член Грантового комитета некоммерческой организации «Фонд развития Центра разработки и коммерциализации новых технологий» (инновационного центра «Сколково»)[64](с 2010 г.).

## Научная деятельность
Является основателем новой области экономической науки — экономики качества, основанной на применении инструментов менеджмента качества, стандартизации и метрологии в обеспечении социально-экономического прогресса и повышении качества жизни, руководителем научной школы по экономике качества. Автор работ по повышению эффективности регионального развития на основе внедрения моделей управления качеством на мезо- и макроуровне. Под руководством Окрепилова В. В. впервые в России была разработана Комплексная научно-техническая программа Северо-Западного федерального округа России до 2030 года. Является одним из авторов «Стратегии социального и экономического развития Санкт-Петербурга на период до 2030 года», утвержденной Постановлением Правительства Санкт-Петербурга от 13 мая 2014 года N 355. Под его руководством впервые проведены фундаментальные научные исследования и практические расчеты экономического эффекта от деятельности в областях стандартизации и метрологии; разработана не имеющая прямых аналогов в мире национальная система управления качеством, основанная на реализации методов программно-целевого планирования и направленная на повышение темпов модернизации экономики страны. Внес решающий научно-организационный вклад в создание уникальной научно обоснованной многоуровневой системы непрерывного обучения кадров по экономике качества. Возглавляемая им научная школа «Экономика и управление качеством» входит в Реестр ведущих научных и научно-педагогических школ Санкт-Петербурга.
По состоянию на октябрь 2016 г. индекс Хирша по версии РИНЦ— 17, по версии Google Scholar — 9, по версии Scopus — 8, по версии ResearcherID — 1.

## Научно-педагогическая деятельность
- Непосредственно под руководством В. В. Окрепилова, используя его научные труды и развивая выдвинутые им идеи, прошли успешную защиту 23 доктора и 87 кандидатов наук.
- Председатель специализированного Совета по защите докторских диссертаций по специальности «Экономика и управление народным хозяйством» (по специализациям «Экономика и управление качеством» и «Управление инновациями и инвестиционной деятельностью») Санкт-Петербургского государственного университета экономики и финансов (с 1995 г.).
- Заведующий филиалом кафедры «Экономики и организации производственных комплексов» Ленинградского финансово-экономического института им. Н. А. Вознесенского[81], позднее — Санкт-Петербургского государственного университета экономики и финансов (1990—2000 гг.), заведующий базовой кафедрой «Экономики и управления качеством» Санкт-Петербургского государственного экономического университета (с 2000 г.); заведующий кафедрой «Метрологического обеспечения инновационных технологий» Санкт-Петербургского государственного университета аэрокосмического приборостроения Архивная копия от 15 марта 2022 на Wayback Machine (с 2005 г.); заведующий кафедрой социально-экономических наук Ивангородского филиала Санкт-Петербургского государственного университета аэрокосмического приборостроения (с 2014 г.); профессор кафедры управления образованием и кадрового менеджмента Архивная копия от 13 сентября 2016 на Wayback Machine Института экономики и управления Российского государственного педагогического университета им. А. И. Герцена (с 2004 г.).
- Почетный профессор Санкт-Петербургского государственного университета управления и экономики (с 2004 г.), Санкт-Петербургского государственного экономического университета[82](с 2012 г.), Хмельницкого национального университета (Украина) (с 2013 г.), Санкт-Петербургского государственного университета аэрокосмического приборостроения Архивная копия от 23 сентября 2016 на Wayback Machine (с 2014 г.), почетный доктор Балтийского государственного технического университета «ВОЕНМЕХ» им. Д. Ф. Устинова Архивная копия от 17 сентября 2016 на Wayback Machine (с 2013 г.).
- Член Попечительских советов Санкт-Петербургского государственного экономического университета[83], Балтийского государственного технического университета «ВОЕНМЕХ» им. Д. Ф. Устинова[84], Санкт-Петербургского государственного технологического института (технического университета)[85].
- Член Наблюдательных советов Санкт-Петербургского государственного политехнического университета Петра Великого[86] и Санкт-Петербургского государственного университета аэрокосмического приборостроения[87][12].

## Семья
Сыновья: Михаил — доктор технических наук, заместитель генерального директора по качеству и образовательной деятельности ВНИИМ им. Д. И. Менделеева; Владимир — кандидат экономических наук.

## Основные произведения
Окрепилов В. В. — автор более 520 научных работ, в том числе 56 монографий и 15 учебников.
- Тарбеев Ю. В., Окрепилов В. В., Кондратьев Н. В. Высокое качество — забота общая: Опыт комплексного решения проблем повышения качества продукции на ленинградских предприятиях. — Л.: Лениздат, 1981.
- Окрепилов В. В., Колпышев Ю. Н. Испытания — основа обеспечения качества и конкурентоспособности продукции. — Л.: ЛДНТП, 1988.
- Окрепилов В. В., Промыслов Л. А., Калинин В. М. Госприемка на предприятиях судового машиностроения. — Л.: Судостроение, 1988.
- Okrepilov V.V., Shviets V.E. Major trends in improving the quality control and competitiveness in the Leningrad region Архивная копия от 11 сентября 2016 на Wayback Machine. // Quality — Progress — Economy: Proceeding of the 32-d EOQC Annual Conference — Moscow: Published by EOQC, 1988.
- Окрепилов В. В. Экономические и организационные проблемы повышения качества Архивная копия от 11 сентября 2016 на Wayback Machine. — Л.: Изд-во ЛФЭИ им. Н. А. Вознесенского, 1990.
- Окрепилов В. В., Швец В. Е. Служба управления качеством продукции Архивная копия от 11 сентября 2016 на Wayback Machine. — Л: Лениздат, 1990.
- Окрепилов В. В. Международные стандарты в управлении качеством продукции Архивная копия от 11 сентября 2016 на Wayback Machine. — Л.: ЛДНТП, 1990.
- Войтоловский В. Н., Окрепилов В. В. Управление качеством и сертификация в промышленном производстве Архивная копия от 11 сентября 2016 на Wayback Machine. Учебное пособие. — СПб.: Изд-во СПбГУЭФ, 1992 г.
- Okrepilov V. Organization of state supervision over safety and quality of production in St. Petersburg, one of the largest industrial regions of Russia. // Quality: the star leads to a better world: Proceedings of the Tenth International Conference of the Israel Society for Quality, November 14-17, 1994 — Jerusalem, Israel: Published by ISFQ, 1994.
- Окрепилов В. В. Основы стандартизации и управления качеством продукции. — СПб.: Изд-во СПбУЭФ, 1995.
- Окрепилов В. В. Всеобщее управление качеством Архивная копия от 11 сентября 2016 на Wayback Machine. Учебник в 4-х книгах. — СПб.: Изд-во СПбУЭФ, 1996.
- Okrepilov V., Issaev I. Creation of External Infrastructure for Quality Management’s the Necessary Condition in taking to Global Market Архивная копия от 11 сентября 2016 на Wayback Machine. // Quality — key for the 21st century: Proceedings International conference on quality, 1996, Yokohama — Japan, Tokyo: Published by JUSE, 1996.
- Okrepilov V. Ways for Improvement of Industrial Quality and Role of Test. // Total Quality Management: Proceedings — India, New Delhi: Published by Excel Books and Institute of Directors, 1998.
- Окрепилов В. В. Словарь терминов и определений в области экономики и управления качеством Архивная копия от 11 сентября 2016 на Wayback Machine. — СПб.: Изд-во «Наука», 1999.
- Okrepilov V.V. Influence of regional quality awards on business and regional economy (experience of St. Petersburg and Leningrad oblast). // The 6th World Congress for Total Quality Management Saint-Petersburg, Russia, 20-22 June 2001.
- Окрепилов В. В. Менеджмент качества. Учебник. — СПб, Изд-во «Наука», 2003.
- Okrepilov V. Improvement of life quality — the key factor of socio-economic development (Case of St. Petersburg) Архивная копия от 6 сентября 2016 на Wayback Machine // Quality: The Way to Sustainability: Proceedings 49st Annual EOQ Congress — Antalya-Turkey, 2005.
- Окрепилов В. В. Менделеев. Шостакович. Блок Архивная копия от 17 сентября 2016 на Wayback Machine. — СПб.: Legacy, 2006 г.
- Мелуа А. И., Окрепилов В. В. Альфред Нобель в Санкт-Петербурге Архивная копия от 17 сентября 2016 на Wayback Machine. — СПб.: Издательство «Гуманистика», 2006.
- Okrepilov V. Mendeleev. Shostakovich. Blok Архивная копия от 17 сентября 2016 на Wayback Machine. — St.Petersburg: «Legacy» Ltd., 2007.
- Окрепилов В. В., Элькин Г. И. Система подтверждения соответствия в России Архивная копия от 11 сентября 2016 на Wayback Machine. — М.: Инновационный фонд «РОСИСПЫТАНИЯ», 2007.
- Окрепилов В. В. Леонард Эйлер и метрология. — СПб.: Изд-во «Гуманистика», 2007.
- Окрепилов В. В. Менделеев в мировой науке: труд, постоянство, точность Архивная копия от 11 сентября 2016 на Wayback Machine. — СПб.: «Гуманистика», 2007.
- Okrepilov V. Innovation-based Approach to Quality management of Saint Petersburg Industries Архивная копия от 6 сентября 2016 на Wayback Machine. // Competitiveness through Excellence- Challenge for Europe 51st Annual EOQ Congress — Prague, Czech Republic, 2007.
- Лауреаты Нобелевской премии по экономике: Автобиографии, лекции, комментарии Архивная копия от 10 сентября 2016 на Wayback Machine / Под ред. В. В. Окрепилова. Т. 1. 1969—1982. — СПб.: Наука, 2007.
- Окрепилов В. В. Словарь терминов и определений в области экономики и менеджмента качества Архивная копия от 17 сентября 2016 на Wayback Machine. — СПб.: Изд-во Политехн. ун-та, 2007.
- Окрепилов В. В. Менеджмент качества. Учебник в 2 томах. — СПб.: Наука, 2007.
- Окрепилов В. В. Эволюция качества. — СПб.: Наука, 2008.
- Окрепилов В. В. Менделеев и метрология Архивная копия от 17 сентября 2016 на Wayback Machine. — СПб.: Издательство «Легаси», 2008.
- Окрепилов В. В. Стандартизация и метрология в нанотехнологиях Архивная копия от 11 октября 2016 на Wayback Machine. — СПб.: Наука, 2008.
- Окрепилов В. В. Словарь терминов и определений по стандартизации и метрологии в области нанотехнологий Архивная копия от 17 сентября 2016 на Wayback Machine.- СПб.: Наука, 2008.
- Окрепилов В. В., Глухов В. В. Управление качеством жизни Архивная копия от 10 сентября 2016 на Wayback Machine. — СПб.: Наука, 2008.
- Окрепилов В. В. Основы метрологии Архивная копия от 11 сентября 2016 на Wayback Machine. Учебник. — СПб.: ГУАП, 2008.
- Okrepilov V. Evaluation of innovation projects through EFQM Model: New Approach Архивная копия от 8 марта 2014 на Wayback Machine. // The 53rd Congress of European Organization for Quality, Dubrovnik, Croatia, 12-14 May 2009.
- Окрепилов В. В. Петербург Менделеева Архивная копия от 10 сентября 2016 на Wayback Machine. — СПб.: Изд-во «Легаси» — 2009.
- Лауреаты Нобелевской премии по экономике: Автобиографии, лекции, комментарии Архивная копия от 10 сентября 2016 на Wayback Machine. / Под ред. В. В. Окрепилова. Т. 2. 1983—1996. — СПб.: Наука, 2009.
- Лауреаты Нобелевской премии по экономике: Автобиографии, лекции, комментарии Архивная копия от 10 сентября 2016 на Wayback Machine. / Под ред. В. В. Окрепилова. Т. 3. 1997—2009. — СПб.: Наука, 2010.
- Окрепилов В. В. Пространственное развитие и качество Архивная копия от 10 сентября 2016 на Wayback Machine. — СПб.: Наука, 2011.
- Окрепилов В. В. Экономика качества Архивная копия от 10 сентября 2016 на Wayback Machine. — СПб.: Наука, 2011.
- Okrepilov V. Economics for quality as the Scientific Basis of Managing the Quality and Innovation Архивная копия от 6 сентября 2016 на Wayback Machine. // The 55th Congress of European Organization for Quality. Budapest, Hungary, 20-23 June, 2011.
- Окрепилов В. В. М. В. Ломоносов в Санкт-Петербурге Архивная копия от 10 сентября 2016 на Wayback Machine. — СПб.: Издательство Политехнического университета, 2011.
- Окрепилов В. В. Словарь терминов и определений в области экономики качества. Архивная копия от 10 сентября 2016 на Wayback Machine — СПб.: Наука, 2011.
- Квинт В. Л., Окрепилов В. В. Роль качества в зарождении и развитии глобального формирующегося рынка Архивная копия от 10 сентября 2016 на Wayback Machine. — СПб.: Издательство Санкт-Петербургского университета управления и экономики, 2011.
- Окрепилов В. В. Современные проблемы стандартизации и метрологии в нанотехнологиях Архивная копия от 11 сентября 2016 на Wayback Machine. — СПб.: Изд-во Политехн. ун-та, 2013.
- Окрепилов В. В. Менеджмент качества: учебник Архивная копия от 10 сентября 2016 на Wayback Machine. — СПб.: Изд-во Политехн. ун-та, 2013.
- Okrepilov V. Mikhail Lomonosov in St. Petersburg Архивная копия от 11 сентября 2016 на Wayback Machine. — St.P.: SPbSTU, 2013.
- Квинт В. Л., Окрепилов В. В. Сравнение роли качества жизни и ценностей в стратегии развития стран с формирующимся рынком и Запада. — СПб.: СПбГПУ, 2013.
- Okrepilov V. Economics of quality for sustainable development. — St.Petersburg, Publishing House of Peter the Great St. Petersburg Polytechnical University, 2015.
- Российская метрологическая энциклопедия. Второе издание. В 2-х томах. / Под ред. В. В. Окрепилова. — СПб.: 2015. — 904 с. + 332 с.